# 中島勇一
中島 勇一（なかじま ゆういち、1956年 - ）は民間セラピスト、全米催眠療法協会認定講師。

## 著書
中島 勇一 （なかじま ゆういち） 1956年生まれ 全米催眠療法協会認定講師 27年間で数千名のクライエントと関わる実績を持ち、 数多くのセラピストを養成、 日本のヒプノセラピー界の成熟に貢献してきた。 気功やエネルギーワークの造詣も深い。 
■公式サイト：http://heal-hearts.com/
■著書
・癒しのヒプノセラピー   ＜メディアート出版＞
・こころの力が広がるとき～ 無意識からのメッセージを受け取る ヒプノセラピー ～   ＜メディアート出版＞
■取得資格等 １９９７年　全米催眠療法協会「ヒプノセラピスト」認定。 １９９８年　全米催眠療法協会認定講師。
- 「癒しのヒプノセラピー―心の傷から解放された人々の物語」 ISBN 4916109724
- 「こころの力が広がるとき―無意識からのメッセージを受け取るヒプノセラピー」 ISBN 490326212X